# Bonanza (Oregon)
Bonanza è una città degli Stati Uniti d'America situata nell'Oregon, nella Contea di Klamath.